# 富格萊費萊特山
72°17′S 0°46′E / 72.283°S 0.767°E
富格萊費萊特山是南極洲的山峰，位於東部南極洲的毛德皇后地，屬於斯維爾德魯普山脈的一部分，處於羅爾山以東13公里，由挪威的製圖師根據測量和空中照片繪入地圖。